# Vanillylaceton
Vanillylaceton ist eine chemische Verbindung aus der Gruppe der Ketone.

## Vorkommen

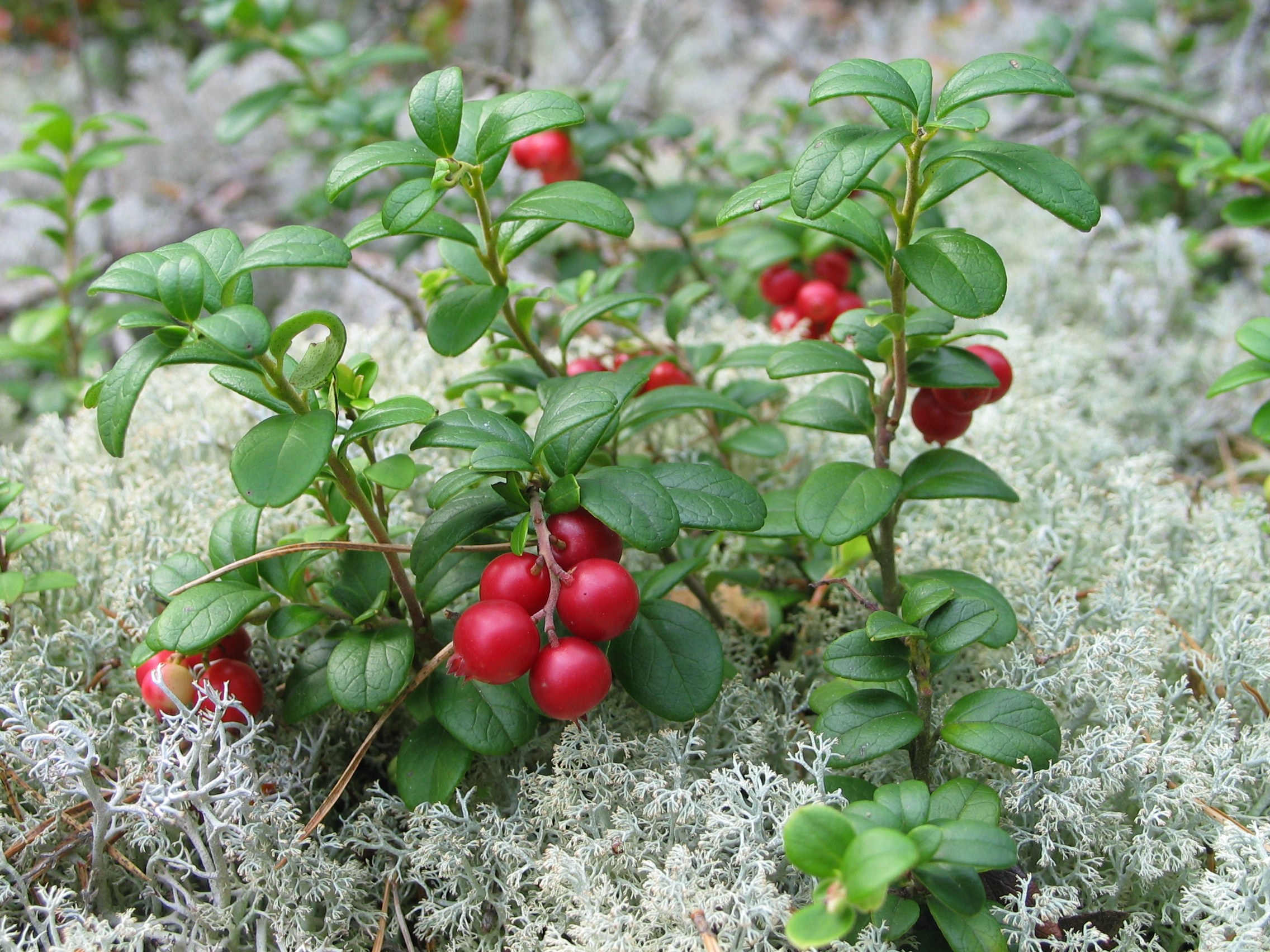
Preiselbeere (Vaccinium vitis-idaea)

Vanillylaceton kommt natürlich in Preiselbeeren und Ingwer vor. Die Verbindung wurde 1917 erstmals von dem japanischen Chemiker Hiroshi Nomura aus der Ingwer isoliert. Es ist der Scharfstoff im Oleoresin des Ingwers.

## Gewinnung und Darstellung
Vanillylaceton 4 kann durch eine Aldolkondensation von Vanillin 1 und Aceton 2 zum 4-(4-Hydroxy-3-methoxyphenyl)-3-buten-2-on 3 und anschließender katalytischer Hydrierung gewonnen werden.
Die Verbindung entsteht auch aus Gingerol durch eine Retroaldolreaktion.

## Eigenschaften
Vanillylaceton ist ein farbloser Feststoff mit scharfem Geschmack, der wenig löslich in Wasser ist. Vanillylaceton ist einer der wichtigsten Aromabestandteile von Ingwer. Es ist ein pharmakologisch aktiver Wirkstoff, der zu den entzündungshemmenden, antioxidativen, krebshemmenden, radioprotektiven und antimikrobiellen Eigenschaften von Ingwer beitragen kann.

## Verwendung
Vanillylaceton wird als Aromastoff verwendet.